# Anapistula bifurcata
Anapistula bifurcata is een spinnensoort uit de familie Symphytognathidae. De soort komt voor in het Noordelijk Territorium.